# Badminton-Bundesliga 2013/14
Die Badminton-Bundesliga-Saison 2013/2014 war die 43. Spielzeit der Badminton-Bundesliga. Am Start waren zehn Mannschaften. Die ersten drei Mannschaften der Liga spielten in den Play-Offs um den Meistertitel. Meister wurde erstmals der SC Union 08 Lüdinghausen. Die letzten beiden Mannschaften sollten absteigen, durch den Rückzug von EBT Berlin und den Verzicht der Erstplatzierten der 2. Bundesliga Nord verblieben jedoch alle weiteren Mannschaften in der 1. Bundesliga. Der Meister der 2. Bundesliga Süd, TSV Neuhausen-Nymphenburg, stieg am Ende der Saison erstmals in Deutschlands höchste Spielklasse auf.

## Mannschaften
SG EBT Berlin

Lotte Jonathans, Karoliine Hõim, Nadieżda Zięba, Linda Zechiri, Ville Lång, Robert Blair, Kenneth Jonassen, Kęstutis Navickas, Jacco Arends, Eetu Heino, Bastian Zimmermann, Karsten Lehmann

1. BC Beuel

Luise Heim, Eva Janssens, Lisa Kaminski, Birgit Michels, Hannah Pohl, Lauren Smith, Andreas Heinz, Chan Kwong Beng, Ingo Kindervater, Erik Meijs, Max Weißkirchen, Marc Zwiebler

1. BC Bischmisheim

Olga Konon, Lisa Heidenreich, Samantha Barning, Eefje Muskens, Dieter Domke, Kristof Hopp, Michael Fuchs, Lukas Schmidt, Marcel Reuter, Johannes Schöttler, Marvin Seidel

SV Fun-Ball Dortelweil

Anika Dörr, Cisita Joity Jansen, Franziska Volkmann, Petra Herzog, Katharina Schmidt, Kai Schäfer, Sebastian Schöttler, Fabian Holzer, Peter Lang, Thomas Legleitner, Nils Rotter, Sandro Kulla, Jordy Santosa

1. BC Düren

Lena Bonnie, Soraya de Visch Eijbergen, Joycelyn Ko, Sandra Marinello, Ilse Vaessen, Zhang Beiwen, Carl Baxter, Jürgen Koch, Rajiv Ouseph, Michael Pütz, Koen Ridder, Harry Wright

SC Union 08 Lüdinghausen

Karin Schnaase, Selena Piek, Alexandra Langley, Vanessa Kiehl, Andre Kurniawan Tedjono, Yuhan Tan, Nick Fransman, Ruud Bosch, Josche Zurwonne, Thomas Bölke

1. BV Mülheim

Judith Meulendijks, Johanna Goliszewski, Petra Reichel, Michaela Peiffer, Dmytro Zavadsky, Marcus Ellis, Jorrit de Ruiter, Alexander Roovers, Christopher Skrzeba, David Peng

TV Refrath

Carla Nelte, Chloe Magee, Mette Stahlberg, Iris Tabeling, Raphael Beck, Richard Domke, Denis Nyenhuis, Toby Penty, Fabian Roth, Max Schwenger

PTSV Rosenheim

Bo Rong, Nicol Bittner, Isabel Herttrich, Julia Kunkel, Barbara Bellenberg, David Obernosterer, Hannes Käsbauer, Oliver Roth, Peter Käsbauer, Matthias Almer, Arno Kohl

TSV Trittau

Sarah Walker, Paulien van Dooremalen, Alyssa Lim, Annekatrin Lillie, Nikolaj Persson, Ary Trisnanto, Jelle Maas, Robin Tabeling, Gustaf Mochamad Firdaus, Jonathan Persson, Alexander Strehse

## Modus
Hauptrunde
In der Hauptrunde, die sich in eine Hin- und Rückrunde unterteilt, trafen alle Mannschaften anhand eines vor der Saison festgelegten Spielplans zweimal aufeinander; je einmal in der eigenen Halle und einmal in der Halle des Gegners. Der Sieger jedes Spiels erhielt zwei Punkte, bei einem Unentschieden erhielten beide Mannschaften je einen Punkt.
Playoff-Runde
Im Anschluss an die Hauptrunde wurde der deutsche Meister in einer Playoff-Runde ermittelt, wobei im Halbfinale der Zweite gegen den Dritten der Hauptrunde traf. Der Sieger spielte anschließend gegen den Ersten der Hauptrunde im Finale. Das Heimrecht hatte die Mannschaft, welche in der Hauptrundentabelle höher platziert war.

## Hauptrunde
| Platz | Team                       | Spiele | Punkte | G  | U | V  | Spielpunkte | Sätze   | Bälle     |
| ----- | -------------------------- | ------ | ------ | -- | - | -- | ----------- | ------- | --------- |
| 1     | SC Union 08 Lüdinghausen   | 18     | 28:8   | 13 | 2 | 3  | 78:30       | 168:79  | 4717:3886 |
| 2     | 1. BV Mülheim              | 18     | 28:8   | 13 | 2 | 3  | 76:32       | 162:80  | 4639:3867 |
| 3     | 1. BC Beuel                | 18     | 28:8   | 13 | 2 | 3  | 69:39       | 149:98  | 4599:4244 |
| 4     | 1. BC Bischmisheim         | 18     | 27:9   | 13 | 1 | 4  | 75:33       | 161:81  | 4521:3949 |
| 5     | SG EBT Berlin              | 18     | 18:18  | 6  | 6 | 6  | 56:52       | 123:112 | 4283:3920 |
| 6     | 1. BC Düren                | 18     | 16:20  | 6  | 4 | 8  | 47:61       | 106:132 | 3976:4210 |
| 7     | TSV Trittau (N)            | 18     | 14:22  | 5  | 4 | 9  | 44:64       | 102:143 | 4105:4615 |
| 8     | TV Refrath                 | 18     | 11:25  | 5  | 1 | 12 | 47:61       | 118:136 | 4440:4620 |
| 9     | PTSV Rosenheim             | 18     | 9:27   | 3  | 3 | 12 | 33:75       | 84:165  | 4041:4781 |
| 10    | SV Fun-Ball Dortelweil (N) | 18     | 1:35   | 0  | 1 | 17 | 15:93       | 44:191  | 3500:4729 |

## Play-offs

### Halbfinale
- 1. BV Mülheim – 1. BC Beuel: 3:3 (7:7, 262:232)

### Finale
- SC Union 08 Lüdinghausen – 1. BV Mülheim: 4:2